# ジュール・ロワ
ジュール・ロワ（仏: Jules Roy、1907年10月22日 - 2000年6月15日）は、アルジェリアに生まれ、フランスで活躍した作家。
20歳のときにフランス空軍に入隊し、第二次大戦中に空軍将校として体験した戦争の現実を描いた小説『幸福の谷間』でルノードー賞を受賞。このほか、アルジェリア戦争におけるフランス軍の弾圧や拷問を糾弾した『アルジェリア戦争 - 私は証言する』、フランスの対ベトナム政策を批判した『ディエンビエンフー陥落 - ベトナムの勝者と敗者』、フランス領アルジェリアの歴史をフランス人入植者の生活を通して描き、反植民地主義を訴えた六部作・大河小説『太陽神の馬たち』をはじめとし、詩、随筆、紀行、政治評論、回想録を含む約50冊の著書を発表し、アカデミー・フランセーズ文学大賞、フランス文化省の国家文学大賞などを受賞した。

## 生涯

### 背景
ジュール・ロワは1907年10月22日、アルジェリア北部ブリダ県のロヴィゴ（現ブガラ）にフランス植民者（ピエ・ノワール）の子ジュール＝デジレ・ロワ（Jules-Désiré Roy）として生まれた。小学校教員であった未婚の父と既婚の母との間に生まれた子であったことをかなり後になってから知らされ、深い痛手を受けた。これについては、晩年に発表した日記や回想録に詳しい。彼は母マチルド・パリ（Mathilde Paris）について、夫を裏切ったが「愛のために裏切った」のであり、これを「過ちだと認めない…反逆者だった」と語っている。憲兵であったマチルドの夫は母子を追い出し、ジュール・ロワは、同じくアルジェリア北部、ミティジャ平原のシディ・ムサに住む市会議員の叔父のもとで、母と祖母に育てられた。シディ・ムサはアルジェ郊外の村で、母方の家系はこの地で農業を営んでいた。

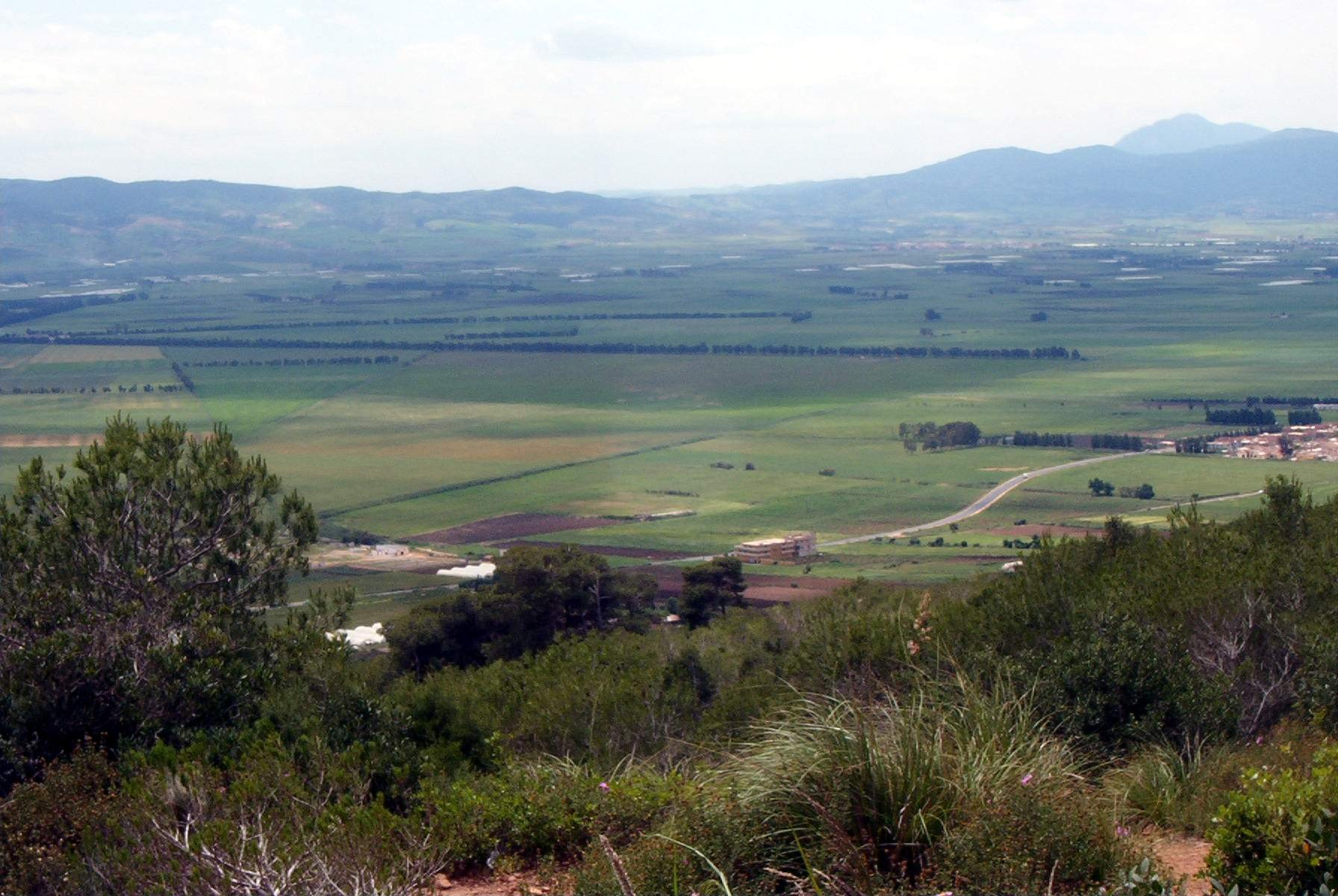
ジュール・ロワが幼少期を過ごしたミティジャ平原

1918年、11歳のときに聖職者を目指して神学校に入学した。ここでの8年間の教育が人格形成につながったと自ら認めている。

### 右派の政治思想
1920年代に、ドレフュス事件を機にシャルル・モーラスを中心とする反ドレフュス派の知識人によって結成された王党派組織アクシオン・フランセーズの思想に傾倒した。モーラスの思想は、当時はプルーストからベンヤミン、ベルクソン、アポリネール、コレット、アンドレ・マルロー、ジッド、モーリス・ブランショ、アルチュセールまで多くの知識人に多かれ少なかれ影響を与えており、ジュール・ロワは、彼の「政治思想、改革思想の気高さと力強さ」に惹かれたという。また、第二次大戦中に亡命先から著作活動による対独レジスタンスに参加した作家ジョルジュ・ベルナノスも当時はアクシオン・フランセーズを支持して機関誌に記事を掲載していたことから、これを読んで「ベルナノスの啓示を受けた」と感じた。アクシオン・フランセーズに加入することはなかったものの、ジュール・ロワは当初、その思想に共感した右派であった。

### 空軍入隊
1927年、20歳のときに聖職者になる希望を捨てて、フランス陸軍軍事航空隊（後にフランス空軍）に入隊した。聖職者から職業軍人への転向は、思索や瞑想から行動、冒険への転換であったが、道徳的な厳格さや規律を重んじるという点では同じであった。また、航空の栄光の時代であり、戦闘機などの操縦士として活躍したジョゼフ・ケッセル、ジャン・メルモーズ、サン＝テグジュペリらの作家も同様であった。ジュール・ロワは第二次大戦中に戦闘機操縦士に捧げる詩を2冊発表し、サン＝テグジュペリや第一次大戦のエース・パイロット、ジョルジュ・ギンヌメールの評伝も書いている（著書参照）。

### ヴィシー政権支持から自由フランス支持・対独レジスタンスへの転向
1939年、第二次大戦勃発。1940年5月にドイツ軍がフランスに侵攻し、6月にフィリップ・ペタン元帥が首相に就任すると、ジュール・ロワはヴィシー政権を支持した。この年、彼は最初の著書（随筆）『ペタンによって救われたフランス』を発表した（ペタンに対する見方を変えたのは1966年発表の『大いなる失墜 - 甦る悲劇の人、ペタン元帥』においてである）。さらに翌7月にアルジェリアの北端、オラン県メルス・エル・ケビールでフランス海軍の艦隊がイギリス軍によって撃沈されると（メルセルケビール海戦）、連合国軍に対する不信感を募らせることになった。だが、1942年11月、連合国軍が北アフリカに上陸すると（トーチ作戦）これを支持し、渡英してイギリス空軍（RAF）に志願入隊、爆撃機軍団（FAFL）に配属された（このときの体験から後に戯曲『カール中尉』を制作し、ジャン＝ルイ・ロワ監督、オベール・ルムラン音楽によるオペラとして上演された）。
さらに1943年から45年まで自由フランス空軍のロレーヌ爆撃隊に入隊し、将校として、ルール工業地帯を標的とした攻撃に参加。1946年にこの経験に基づく小説を発表した。兵士の恐怖感や戦争の現実を描きながら、皮肉を込めて『幸福の谷間』と題したこの作品は、『ル・モンド』紙に連載された小説であり、同年のルノードー賞に輝いた。

### インドシナ戦争 - フランスの政策に反対して除隊
欧州戦終結後、1946年に勃発した第一次インドシナ戦争に参加したが、フランス政府の政策に反対して1953年に除隊。当初は反共産主義の立場だったが、「ナチスと戦ったはずのフランスが、インドシナでは自らナチスになるなんて…」と、むしろ独立のために戦うベトナム人に共感した。除隊時、彼は空軍大佐・空軍情報局長まで昇格していた。
翌1954年のディエンビエンフーの戦いでフランス軍は撤退を余儀なくされ、ジュール・ロワは1963年にこの経験を『ディエンビエンフーの戦い』（邦題『ディエンビエンフー陥落 - ベトナムの勝者と敗者』）として発表した。

### 反植民地主義・アルジェリア独立支持

#### レクスプレス誌
除隊した1953年から、同年、後の女性の地位副大臣フランソワーズ・ジルーとジャン=ジャック・セルヴァン=シュレベールによって創刊された『レクスプレス』誌の記者として活躍した。ジルーとセルヴァン=シュレベールが『レクスプレス』誌を創刊したのは、インドシナ戦争の和平解決を説くピエール・マンデス＝フランスを支持する活動の一環としてであり、マンデス＝フランスのほか、作家フランソワ・モーリアックや『ル・ヌーヴェル・オプセルヴァトゥール』編集主幹のジャン・ダニエルらが協力し、ジュール・ロワが参加したのは、同じブリダ県出身のジャン・ダニエルを介してであった。『レクスプレス』誌はアルジェリア戦争中にアルジェリアの独立を支持し、フランスの植民地主義を批判。ジュール・ロワはこの編集方針を支持し、独立に反対する秘密軍事組織（OAS）の標的とされた。

#### カミュとの出会い
1945年にサン＝ジェルマン＝デ＝プレのカフェ・ド・フロールでカミュに出会った。ジュール・ロワは、すでに『異邦人』を発表していたカミュによって「アルジェリアの現実に目が開かれた」という。ピエ・ノワールとして生まれ育った彼にとってアルジェリアは「フランスの領土」であったが、そうではなく、フランスがアラブ人から「土地を略奪したこと」、そのようなアルジェリアについて自分が「何も知らなかったことを知った…現在の自分があるのは彼のお蔭だ」と語る。
もう一人、特に重要な影響を受けたのは、アルジェリア北部カビリー地方出身の詩人ジャン・アムルーシュであった。ジュール・ロワはエクリチュールについて処女作から直接アムルーシュの指導を受け、カミュによって目が開かれたように、「アムルーシュによって心が開かれた」と述懐している。
また、ジュール・ロワと同じく従軍した体験や戦争を題材にする作品を書いていたドイツの作家エルンスト・ユンガーも彼が師と仰ぐ作家であった。ユンガーの『内的体験としての戦闘』とラクロ（ラクロも職業軍人）の『危険な関係』、そしてトマス・ア・ケンピスの『キリストに倣いて』がジュール・ロワの軍人時代の枕頭の書であった。ジュール・ロワはこのほか、作家アンリ・ド・モンテルラン、ポルトガルの詩人フェルナンド・ペソアの翻訳で知られる詩人アルマン・ギベール、サン＝テグジュペリ、アンドレ・ジッドらの影響を受けた。

#### アルジェリア戦争 - 私は証言する
カミュが事故死した1960年に『アルジェリア戦争 - 私は証言する』を発表。フランス軍によるアルジェリア民族解放戦線の活動の弾圧や拷問を容赦なく批判し、物議を醸した。アルジェリア戦争についてはそれまで、事件の「鎮圧」、「平定作戦」といった言い方がされていたが、初めて一冊の書物としてアルジェリアの現実を伝え、脱植民地化へと世論を動かすことになったのである。本書は、1957年に民族解放戦線を支持し、フランス軍の脱走兵をかくまうために地下組織「ジャンソン機関」を結成したフランシス・ジャンソンを中心とするスイユ出版社のアルジェリア関連書誌の1冊として刊行された。
ジュール・ロワは1960年代にこのほか、上述のペタンの人物像の再考『大いなる失墜』、フランスの対ベトナム政策を糾弾する『ディエンビエンフー陥落』、中国紀行『中国で経験したこと』などの歴史・政治評論、体験記、随想を交えた著書を発表した（著書参照）。
アルジェリア独立後の1967年から1975年までの8年をかけてアルジェリアのフランス人入植者の家族を描いた六部作『太陽神の馬たち』の執筆に専念した。1930年から1962年までのフランス領アルジェリアの歴史を描いた大河小説であり、フランスの植民地主義を糾弾するこの作品は、1980年にフランソワ・ヴィリエ監督によってテレビ映画化、1時間番組12話として放映され、ジュール・ロワの名を一般に知らしめることになった。

### マグダラのマリアの庇護のもとに

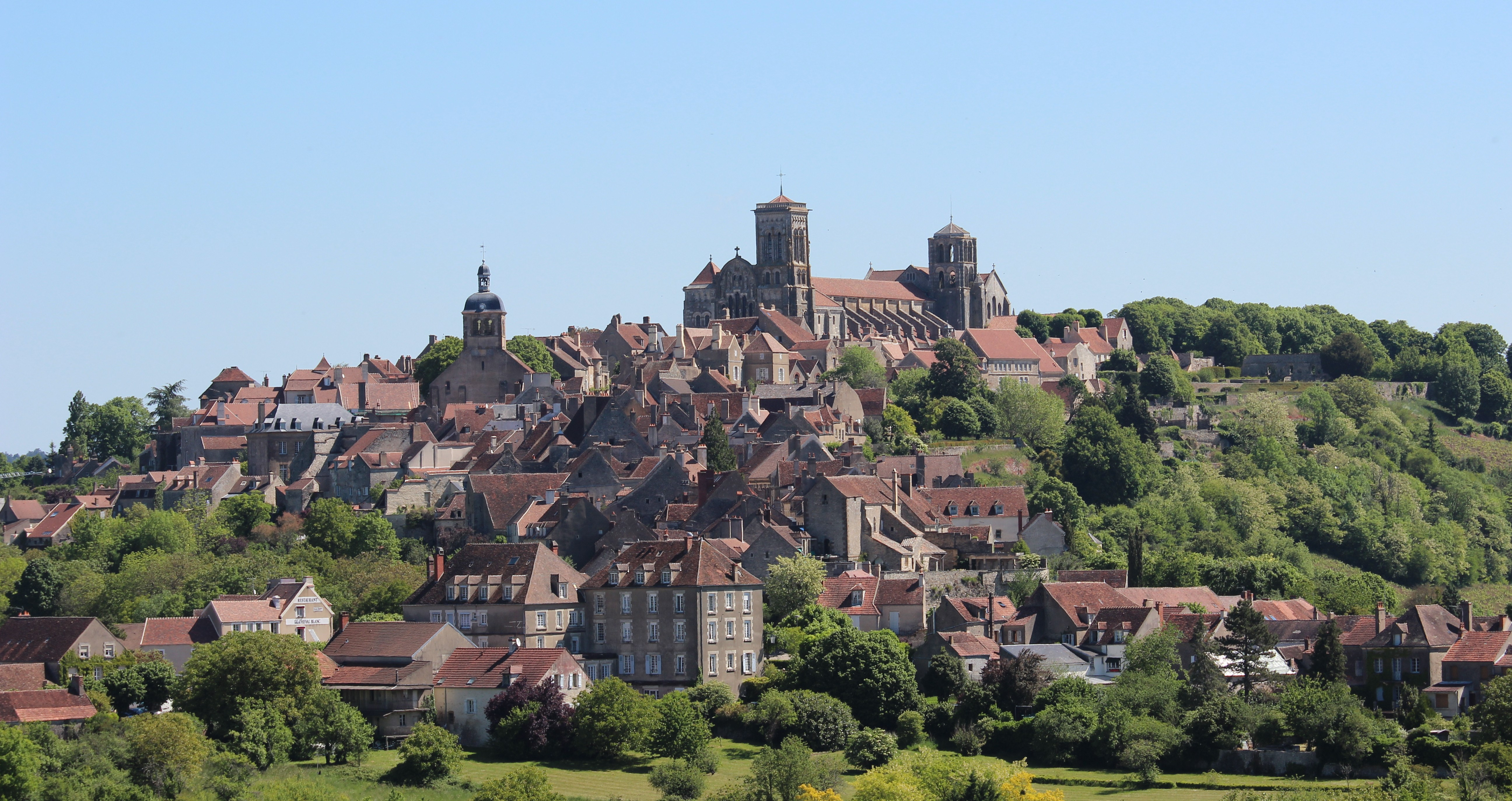
ヴェズレーの丘、頂上にサント＝マドレーヌ大聖堂

晩年はブルゴーニュ地方コート＝ドール県のモルヴァン山岳地帯、次いで、マグダラのマリアの庇護のもとに最期を迎えたいと、ユネスコの世界遺産サント＝マドレーヌ大聖堂があるヴェズレー（ブルゴーニュ地方、ヨンヌ県）を終の棲家に選んだ。ジュール・ロワはこの地でヴェズレーに関する著書、マグダラのマリアに捧げる詩、アルジェリア内戦のさなか、母の墓参りにシディ・ムサを訪れた後に書いた『母にさようなら、私の心にさようなら』のほか、回想録『野蛮な記憶』、全3巻の日記を執筆・発表した。
1999年にヨンヌ県議会が大聖堂のすぐ近くにあるジュール・ロワのこの家を文化・歴史資料館にするために購入。このとき、彼は原稿、蔵書を含む書斎を寄贈した。
2000年6月15日、ヴェズレーにて92歳で死去。ヴェズレー墓地に埋葬された。
カトリーヌ・タスカ文化相は、「多作な作家で、今世紀の大規模な解放戦争に参加した気性の荒い軍人」、「怒りっぽいけれどすぐに優しさを取り戻す人として広く知られ、愛された人」と評価した。リオネル・ジョスパン首相は、「インドシナ、そしてアルジェリアにおけるフランスの植民地政策を批判し続けた…一貫した独立心」を称え、『太陽神の馬たち』が「フランスとアルジェリアに共通の歴史における」植民地時代について、「感動を呼び起こし」、かつ、「反省を促す」作品であることを評価した。

## 受賞・栄誉
- ルノードー賞 - 『幸福の谷間』に対して（1946年）
- ピエール・ド・モナコ公子財団の文学賞ピエール・ド・モナコ公子賞（フランス語版） - 全作品に対して（1954年）[17]
- アカデミー・フランセーズ文学大賞 - 全作品に対して（1958年）[17]
- フランス文化省の国家文学大賞（フランス語版）（1969年）[17]
- クロワ・ド・ゲール（第二次大戦武勲章、Croix de guerre）[17][22]
- レジオンドヌール勲章グランクロワ[17][22]

## 著書

### 小説
- La Vallée heureuse, Charlot, 1946（序文ピエール・ジャン・ジューヴ）
  - 『幸福の谷間』金子博訳、新潮社（新鋭海外文学叢書）1955年
- Les Chevaux du soleil : Chronique d'Alger, Grasset, 1967（太陽神の馬たち - アルジェ年代記）- 全6巻、1995年に1巻本として刊行。1980年に同名のテレビドラマ化（12回連続、Les Chevaux du soleil）
- Une femme au nom d'étoile Grasset, 1968（星の名前の女 - 太陽神の馬たち 第2巻）
- Les cerises d'Icherridène, Grasset, 1969（イシュリデーヌのさくらんぼ - 太陽神の馬たち 第3巻）
- Le maître de la Mitidja, Grasset, 1970（ミティジャの教師 - 太陽神の馬たち 第4巻）
- Les Âmes interdites, Grasset, 1972（禁じられた魂）
- Le Tonnerre et les Anges, Grasset, 1975（雷鳴と天使たち）
- Le Désert de Retz, Grasset, 1978（レ砂漠）
- La Saison des Za, Grasset, 1982（ザの季節）

### 随筆、紀行、政治評論、回想録等
- La France sauvée par Pétain, Alger, P & G Soubiron, 1940（ペタンによって救われたフランス）
- Ciel et terre, Alger, Charlot, 1943（天と地）
- Comme un mauvais ange, Charlot, 1946（悪の天使のように）
- Le Métier des armes, Gallimard, 1948（軍職）
- Retour de l'enfer, Gallimard, 1951（地獄からの帰還）
- Passion et mort de Saint-Exupéry, Gallimard, 1951
  - 『サン＝テグジュペリ - 愛と死』山崎庸一郎訳、晶文社、1969年
- La bataille dans la rizière, Gallimard, 1953（稲田の戦い）
- Le Navigateur, Gallimard, 1954（操縦士）
- La Femme infidèle, Gallimard, 1955
  - 『不貞の妻』大塚幸男訳、大日本雄辯會講談社（ミリオン・ブックス）1957年
- Les Flammes de l'été, Gallimard, 1956（夏の女たち）
- L'Homme à l'épée, Gallimard, 1957（剣を持った男）
- Les Belles Croisades, Gallimard, 1959（立派な闘い）
- La Guerre d'Algérie, Julliard, 1960
  - 『アルジェリア戦争 - 私は証言する』鈴木道彦訳、岩波書店（岩波新書）1961年
- Autour du drame, Julliard, 1961（惨事をめぐって）
- La Bataille de Dien Bien Phu, Julliard, 1963
  - 『ディエンビエンフー陥落 - ベトナムの勝者と敗者』朝倉剛・篠田浩一郎共訳、至誠堂（至誠堂新書）1965年
- Le Voyage en Chine, Julliard, 1965
  - 『中国で経験したこと』篠田浩一郎・山崎庸一郎・岩崎力共訳、至誠堂、1966年
- Le Grand Naufrage, Julliard, 1966
  - 『大いなる失墜 - 甦る悲劇の人、ペタン元帥』三輪秀彦訳、早川書房（ハヤカワ・ノンフィクション）1967年
- La Mort de Mao, Christian Bourgois, 1969（毛沢東の死）
- L'Amour fauve, Grasset, 1971（野獣の愛）
- J'accuse le général Massu, Seuil, 1972（私は弾劾する、マシュ将軍を）
- Danse du ventre au-dessus des canons, Flammarion, 1976（大砲の上でベリーダンス）
- Pour le lieutenant Karl, Christian Bourgois, 1977（カール中尉に捧げる）
- Pour un chien, Grasset, 1979（犬に捧げる）
- Éloge de Max-Pol Fouchet, Actes Sud, 1980（マックス＝ポル・フーシェ（フランス語版）を讃える）
- Étranger pour mes frères, Stock, 1982（わが兄弟にとっての異邦人）
- Une affaire d'honneur, Plon, 1983（名誉の問題）
- Beyrouth, viva la muerte, Grasset, 1984（ベイルート、死に万歳）
- D'une amitié. Correspondance (1937-1962), Édisud, 1985（ジャン・アムルーシュとの往復書簡）
- Guynemer, l'ange de la mort, Albin Michel, 1986（ジョルジュ・ギンヌメール、死の天使）
- Citoyen Bolis, tambour de village, Avallon, Voillot, 1989（市民ボリス - 村の鼓手）
- Mémoires barbares, Albin Michel, 1989（野蛮な記憶）
- Vézelay ou l'Amour fou, Albin Michel, 1990（ヴェズレー、または盲目的な愛）
- Rostropovitch, Gainsbourg et Dieu, Albin Michel, 1991（ロストロポーヴィチ、ゲンスブール、そして神）
- Amours barbares, Albin Michel, 1993（野蛮な愛）
- Un après-guerre amoureux, Albin Michel, 1995（ある愛の戦後）
- Vézelay, guide sentimental, L’Or des Etoiles, 1995（ヴェズレー、センチメンタル・ガイドブック）
- Adieu ma mère, adieu mon cœur, Albin Michel, 1996（母にさようなら、私の心にさようなら）
- Journal, tome 1, Les années déchirement, 1925-1965, Albin Michel, 1997（日記 - 断腸の歳月）
- Journal, tome 2, Les années cavalières, 1966-1985, Albin Michel, 1998（日記 - ぶっきらぼうな歳月）
- Journal, tome 3, Les années de braise, 1986-1996, Albin Michel, 1999（日記 - 燠火の歳月）
- Lettre à Dieu, Albin Michel, 2001（神に宛てた手紙）

### 詩集
- Trois prières pour des pilotes, Alger, Charlot, 1942（操縦士に捧げる祈りの詩3篇）
- Chants et prières pour des pilotes, Charlot, 1943（操縦士に捧げる歌と祈りの詩）
- Prière à mademoiselle Sainte-Madeleine, Charlot, 1984（マグダラのマリアに捧げる祈りの詩）
- Chant d'amour pour Marseille, Jeanne Laffitte, 1988（マルセイユに捧げる愛の歌）
- Cinq poèmes, Avallon, Voillot, 1991（詩5篇）
- La Nuit tombe, debout camarades !, Gérard Oberlé, 1991（夜だ、仲間たちよ、寝るな）
- Poèmes et prières des années de guerre (1939-1945), Actes Sud, 2001（戦時下の詩と祈り）
- L’Homme à la licorne, Albin Michel, 2007（一角男）

### 戯曲
- Beau Sang, Gallimard, 1952（立派な血）
- Les Cyclones, Gallimard, 1953（暴風雨）
- Le Fleuve rouge, Gallimard, 1957（赤い河）
- La Rue des Zouaves suivi de Sa Majesté Monsieur Constantin, Julliard, 1970（アルジェリア歩兵通り、コンスタンタン陛下）
- Lieutenant Karl, INA, 1977, Paris, Harmattan, 2007（カール中尉）- ミシェル・ウィン（Michel Wyn）監督テレビドラマ、2007年にジャン＝ルイ・ロワ監督、オベール・ルムラン音楽のオペラ
- Mort au champ d'honneur, Albin Michel, 1995（名誉の戦死）